# Cray T3E

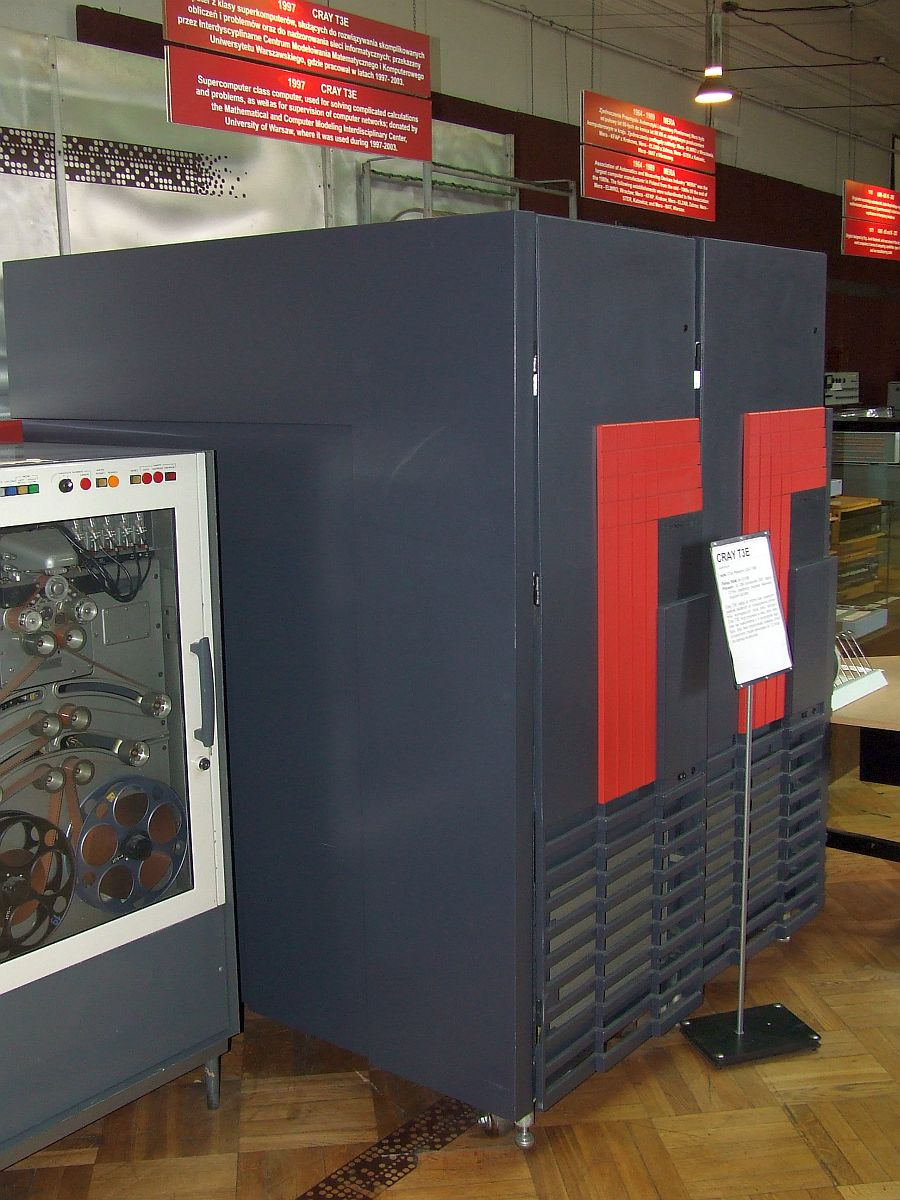
Cray T3E

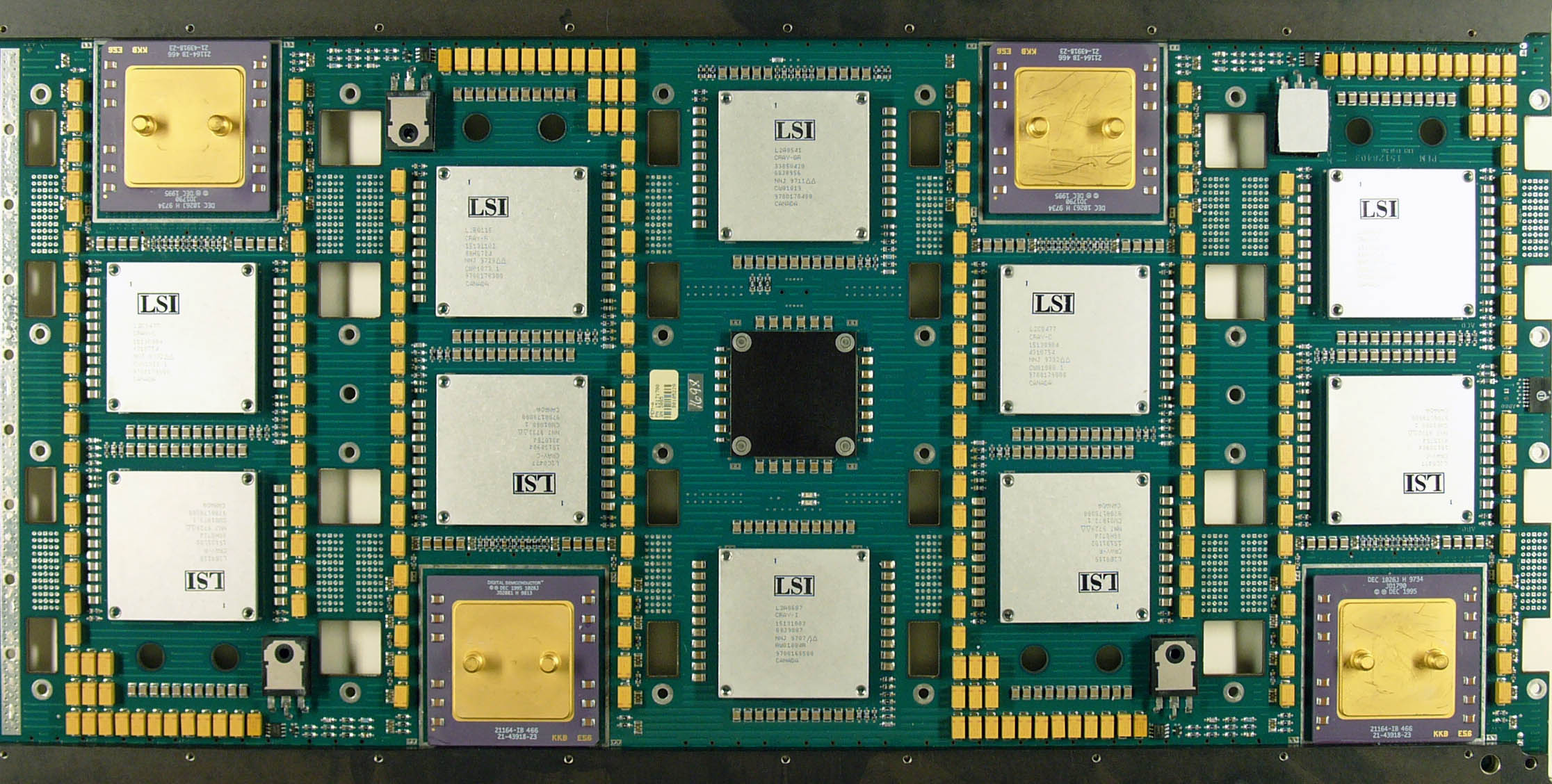
T3E-600 のプロセッサ基板

Cray T3E は、クレイ・リサーチが1995年にリリースした第2世代の超並列スーパーコンピュータアーキテクチャである。それ以前の Cray T3D と同様、完全な分散メモリ型マシンであり、3次元トーラス構成のインターコネクト・ネットワークを使っている。当初、DEC Alpha 21164 (EV5) マイクロプロセッサを使い、8PE（Processing Element）から2176PEまで構成可能であった。各PEは、64MBから2GBまでのDRAMと6本のインターコネクト・ルータ（実質帯域幅はそれぞれ480MB/s）を持つ。T3D も含めた他の超並列マシンとは違って完全自律型（ホストコンピュータを必要としない）であり、UNICOS/mk という分散オペレーティングシステムが動作し、トーラス・ネットワーク上に各種I/O（ネットワーク、ディスク、磁気テープなど）も組み込まれている。
最初の T3E（後に T3E-600 と呼称）のクロック周波数は300MHzであった。後に高速な 21164A (EV56) プロセッサを使い、T3E-900（450MHz）、T3E-1200（600MHz）、T3E-1200E（メモリとインターコネクトの性能を改善）、T3E-1350（675MHz）が登場。空冷と液冷を選択できる。空冷の場合、PE数は最大128で、液冷では2048である。
1998年、1480プロセッサ構成の T3E-1200 は、計算科学のアプリケーション実行で世界初の1TFLOPSの性能を達成した。